# Mehmed Emin Ali Pascha

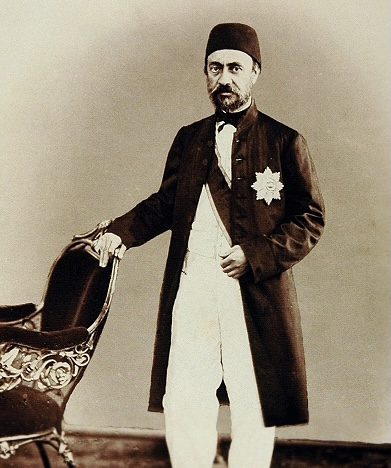
Mehmed Emin Ali

Unterschrift von Mehmed Emin Ali Pascha aus dem Vertrag von Paris 1856

Mehmed Emin Ali Pascha (* 1815 in Konstantinopel; † 7. September 1871 in Erenkeni) war ein osmanischer Staatsmann und Großwesir des Osmanischen Reiches.

## Leben
Mehmed Emin wurde als Sohn eines Bediensteten im öffentlichen Dienst geboren, sein Vater war Pförtner am Eingang bei der Mercan-Moschee zum Ägyptischen Basar in Istanbul, zudem verkaufte er an einem kleinen Stand Gewürze und anderes.
Nach dem Tod des Vaters erhielt Mehmed Emin – vermutlich vermittelt durch die Zunft der Gewürzhändler – eine Stelle als Schreiberlehrling in den Schreibstuben des Großherrlichen Staatssekretariates (Sadâret Dîvân-ı hümâyûn). In Anerkennung seiner Leistungen gaben ihm seine Vorgesetzten den Beinamen Âli (arabisch: „der Erhabene“). Fortan wurde er mit „Âli Efendi“ angeredet, später als „Âli Pascha“. Der begabte Junge erlernte die französische Sprache und wurde im Alter von 18 Jahren Übersetzer im Großherrlichen Übersetzungsbüro (Tercüme odası) an der Hohen Pforte.
Auf Empfehlung Mustafa Reşid Paschas trat er in den diplomatischen Dienst ein und wurde nacheinander zweiter Gesandtschaftssekretär in Wien, Gesandter in London (1840–1844) und Außenminister unter Reşid Pascha (1846–1852). 1852 wurde er, erst 37-jährig, zum jüngsten Großwesir des Osmanischen Reiches befördert, kehrte aber nach kurzer Zeit ins Privatleben zurück. Während des Krimkriegs wurde er 1854 zurückberufen, um ein weiteres Mal den Bereich der äußeren Angelegenheiten unter Reşid Pascha zu übernehmen. In dieser Funktion nahm er an der vom März bis zum Juni 1855 tagenden Wiener Konferenz über die orientalische Frage teil. Nachdem er in diesem Jahr wieder Großwesir wurde – ein Amt, das er nicht weniger als fünfmal bekleidete –, vertrat er  1856 das Osmanische Reich beim Kongress von Paris und entwarf das Edikt Islâhat Hatt-ı Hümâyûnu („Großherrlicher Reform-Erlass“) vom 18. Februar 1856, mit dem das Millet-System abgeschafft wurde. Am 5. September 1863 wurde ihm der Hohe Orden vom Schwarzen Adler, die höchste Auszeichnung des Königreiches Preußen, verliehen. 1867, während der Sultan die Pariser Weltausstellung besuchte, wurde er zum Regenten ernannt.
Zusammen mit Reşid Pascha prägte Ali Pascha die Zeit des Tanzimat. Er war einer der eifrigsten Verfechter von westlichen Reformen unter den Sultanen Abdülmecid I. und Abdülaziz. Als Gelehrter und Linguist kam er den Diplomaten der christlichen Mächte gleich und verteidigte ihnen gegenüber die Interessen seines Landes.
Mehmed Emin Ali Pascha war Angaben der Großloge der Freien und Angenommenen Maurer der Türkei zufolge Freimaurer.